# Rocky Raccoon
"Rocky Raccoon" là ca khúc của ban nhạc The Beatles, nằm trong Album trắng phát hành năm 1968. Ca khúc được viết bởi Paul McCartney, lấy cảm hứng khi anh chơi guitar acoustic cùng John Lennon và Donovan trong chuyến đi thiền của ban nhạc tại Ấn Độ.

## Thành phần tham gia sản xuất
- Paul McCartney – hát chính, guitar acoustic.
- John Lennon – hát nền, harmonium, bass 6-dây, harmonica (đây là ca khúc cuối cùng The Beatles sử dụng harmonica).
- George Harrison – hát nền.
- Ringo Starr – trống.
- George Martin – honky-tonk piano.

Theo Ian MacDonald